# سكورة (تنانت)
سكورة هي إحدى مشيخات المملكة المغربية، تتبع جغرافيا لإقليم أزيلال وإداريًا لتنانت. يقدر عدد سكانها بـ 6971 نسمة حسب الإحصاء الرسمي للسكان والسكنى لسنة 2004.